# Almanza, Spanien
Almanza är en kommunhuvudort i Spanien.   Den ligger i provinsen Provincia de León och regionen Kastilien och Leon, i den norra delen av landet, 270 km norr om huvudstaden Madrid. Almanza ligger 916 meter över havet och antalet invånare är 644.
Terrängen runt Almanza är platt åt sydväst, men åt nordost är den kuperad. Almanza ligger nere i en dal.Runt Almanza är det mycket glesbefolkat, med 4 invånare per kvadratkilometer. Närmaste större samhälle är Cistierna, 17,7 km norr om Almanza. I omgivningarna runt Almanza växer i huvudsak blandskog.